# ديسكوغرافيا أصالة نصري
أصدرت أصالة نصري 33 ألبوم إستديو، وأسطوانة مطولة، و59 فيديو كليب، و52 أغنية منفردة.

## ألبومات
| العام | الألبوم         | الأغاني |
| ----- | --------------- | --- |
| 1993  | لو تعرفوا       | لو تعرفوا، سامحتك، هات قلبي، ياصابره يانا |
| 1994  | توأم الروح      | توأم الروح، تفكيرك بعيد، النسيان، أصالة فيه |
| 1994  | أغلى البشر      | أغلى البشر، احنا بنستناك، مش معقولة، بالأصول |
| 1994  | إغضب            | اغضب، لو ألف أحبك، صوت الساعات، ما تسألنيش، بتحدى عيونك |
| 1995  | إعذرني          | ولا تصدق، إعذرني، مابحبش حد إلا أنت، زي الحلم، يكلموك |
| 1995  | غيار قوي        | غيار قوي، إلا والله |
| 1996  | إرجع لها        | أرجع لها، ع اللي جرى، هيه كده أيامنا، مشوار، شي بيرجعلك، رسمتك |
| 1996  | شط الحنان       | ماضي من سيرتكم، شط الحنان |
| 1997  | المشتكي         | المشتكى، ما تسألنيش، حلم عميق، ألف ليلة |
| 1997  | رحل             | رحل، سهرت الليل، ما أظن، مستريح البال |
| 1998  | قلبي بيرتاحلك   | قلبي بيرتحلك، لما جت عينك في عيني، يا خالي، كثر الله خيرك، انتهينا من العتاب، اسكت بقا، لتاني مرة، على ما انت                                                                                       |
| 1999  | يا مجنون        | يا مجنون، اعتذار، كل الناس، ما قلتليش، اتهمتك، حكاية، ده قلبي ده، يا أبا |
| 2000  | يمين الله       | يمين الله، حقيقة واقعية، ثمن الخيانة، أي حاجة، أنت وأنا ساعدني، يالناطر |
| 2001  | مشتاقة          | مشتاقة - عيشني ثواني، مبقاش أنا، اعطف حبيبي، مخادع، فوق من وهمك، معجبة فيك، يا عيني، مش بمواعيدي |
| 2002  | يا أخي اسأل     | يأخي اسأل، ليه الغرور، رجيتك، خلاص لا تسأل، سامحني، الغيرة، أسال علينا |
| 2003  | قد الحروف       | قد الحروف، تصور، اعتز بك، مشيت سنين، عايز الحق، عاشت الأسامي، مالي، لون عمري، ضميرك صحى، خلي الطابق مستور                                                                                           |
| 2004  | أوقات           | أوقات، متى أشوفك، توك على بالي، قمرهم كلهم، لا سلام، يسعد صباحك، ما أقدر، عفواً، ما توقعت، رمش الغلا، ترفع جبينك                                                                                     |
| 2005  | عادي            | عادي، آسفه، فين حبيبي، أقولك بحبك، شفت بعنيا، عايز تبعد، الهوى، خليك شوية |
| 2006  | حياتي           | حياتي، أكثر، أرد ليه، أنا مش صعبة عليك، والله ماتحدى، نسيني بيك، وأحنا سوى، علمتني |
| 2007  | سواها قلبي      | سواها قلبي، تبي تتركني، لا تخاف، طلبتك، شموخ عزي، أمنية، أقرب قريب، كلمة شكر، ديرة الغربة |
| 2008  | حالي طيب        | حالي طيب، أيام وهتعدي، الله يا عمري عليك، تاج راسي، تقدر تروح، عشت وشفت، أبي تصرخ، جاي تهنيني |
| 2008  | نص حالة         | نص حالة، آه من عيناه، يسمحولي، أوقات، ولا داري، بقى طبيعي، كان وهم، اتفرج على نفسك |
| 2010  | قانون كيفك      | قانون كيفك، إلى متى، شرهة وعتب، سم وعسل، شخص يؤتمن، تعبت اراضيك، شوف عذر، يا راسي التعب، بس دقيقه، شخص يهتم                                                                                         |
| 2012  | شخصية عنيدة     | شخصية عنيدة، روحي وخذاني، أنا أحبك، بجد تجنن، كبرتك ع سيدك، شاغل بالي، قولي بحبك، معقولة سابني، أساسي، بناء على رغبتك                                                                               |
| 2015  | 60 دقيقة حياة   | 60 دقيقة حياة، عايشة على اللي فات، خانات الذكريات، بعدك عني، على ايه، سؤال بسيط، منازل، ملهمته الوحيدة، الورد البلدي، مواقف مؤلمة                                                                   |
| 2016  | أعلق الدنيا     | أعلق الدنيا، ذاك الغبي، فصل العنا، فوق الأمم ، عاده ، العمر كله ، حزن الشوارع ، كان يهمني ، لن تكون ، حوبتي ، ياحبيبه ، هدوئك ، أشكرهم                                                              |
| 2017  | مهتمة بالتفاصيل | مهتمة بالتفاصيل، شو بدك، انا بتخان، صندوق صغير، يوم الرحيل، ياعالم، كل أما تفتكره، مين فينا، رجع الفرح، كام مرة، كفاية كلمة، هيقولك، قاصد ايه                                                       |
| 2019  | في قربك         | في قربك، نكتة بايخة، مبقاش سر، حاجة متخصكش، جدًا جدًا، جابوا سيرته، حالة كركبة، يوم يومين، سابوك، حيطة سد                                                                                             |
| 2020  | لاتستسلم        | لاتستسلم، اشتقت لك، دروب الاماني، رفقاً، والله وتفارقنا، يامثبت، يوم لي، نظرتي، وش كنت اقول، المحك، نعم اشتاق، غمض عيونك، انا معك، بيان، كالمعتاد، سوي، ماعرفت انطق، يلطف بحالي، انا عمري، غيمتك هلت |

|اصبح متاح للسماع قبل 10 اشهر
|شايفة فيك:
فقدت نفسي، ازاي حبيبي، فرحة وبس، غلبان،
كڤوكيم، بالسلامة، انا حرة، مني وفي، الله جاب،
زي المعجزات، اللي متضايق يفارق، شايفة فيك،
الله جاب ايقاع خليجي، لو كل يوم

## فيديو كليبات
| الأغنية                                        | المخرج                      |
| ---------------------------------------------- | --------------------------- |
| سامحتك كتير                                    | محمد العمري                 |
| ما بحبش حد إلا إنت (قامت بإهدائها لوالدها)     |                             |
| أسمع صدى صوتك، وصورته بنسختين                  | عبدالله النقي النسخة الاولى |
| إغضب                                           |                             |
| تؤام الروح                                     | هشام شربتجي                 |
| لو ألف أحبك                                    | هشام شربتجي                 |
| مجروح صوت الساعات                              | هشام شربتجي                 |
| ما تسألنيش عن الأحزان                          | هشام شربتجي                 |
| زي الحلم                                       | كريستانو فيدالي             |
| غيار قوي                                       | جميل جميل المغازي           |
| بتحدى عيونك                                    | هشام شربتجي                 |
| ولا تصدق                                       |                             |
| ماضي من سيرتكم                                 |                             |
| كتبتك                                          | عادل عوض                    |
| إرجع لها                                       | طوني أبو الياس              |
| هي كده أيامنا                                  |                             |
| إليك المشتكى                                   | شريف عرفة                   |
| ألف ليلة وليلة                                 | شريف عرفة                   |
| متسألنيش حبيتك إمتى                            | شريف عرفة                   |
| لما جت عينك وظهر معها في الكليب الممثل أحمد عز |                             |
| قلبي بيرتاحلك                                  | جميل جميل المغازي           |
| يا مجنون                                       | طارق العريان                |
| ما قلتيليش                                     | طارق العريان                |
| يمين الله وظهر معها المذيع أيمن القيسوني       | أشرف شيحة                   |
| القبلة الأولى                                  | أشرف شيحة                   |
| ليه الغرور                                     | حسين دعيبس                  |
| أعطف حبيبي                                     | طارق العريان                |
| عيشني ثواني                                    | ميرنا خياط                  |
| مبقاش أنا                                      | المثنى صبح، الليث حجو       |
| أعتز بك                                        | أديب خير                    |
| تصور                                           | عثمان أبو لبن               |
| مشيت سنين                                      | سعيد الماروق                |
| قمرهم كلهم                                     | عادل الخضر                  |
| متى شوفك                                       | عثمان أبو لبن               |
| فين حبيبي                                      | طارق العريان                |
| آسفة                                           | سليم الترك                  |
| أوقات                                          | طارق العريان                |
| أكثر                                           | طارق العريان                |
| أرد ليه                                        | طارق العريان                |
| حياتي                                          | طارق العريان                |
| بين إيديك                                      | طارق العريان                |
| ولا داري                                       | طارق العريان                |
| يسمحولي الكل                                   | طارق العريان                |
| نص حالة                                        | طارق العريان                |
| روح وروح                                       | أحمد العبدولي               |
| تفرقنا السنين بمشاركة مع محمد عبده             | ياسر الياسري                |
| خليها على الله                                 | طارق العريان                |
| يا قدس                                         | أندريه سكاف                 |
| مش فاكر بمشاركة مع رامي صبري                   | طارق العريان                |
| روحي وخداني                                    | طارق العريان                |
| بحبه                                           | موسى عيسى                   |
| شخصية عنيدة                                    | موسى عيسى                   |
| عايشة على اللي فات                             | طارق العريان                |
| عيش سكر وطن بمشاركة مع أحمد فهمي               | طارق العريان                |
| لسه شايفة                                      | عمر رشدي حامد               |
| بنت أكابر                                      | أدهم الشريف                 |
| شامخ                                           | نهال نبيل                   |
| الحب والسلام                                   | محمد القاضي                 |
| والله وتفارقنا                                 | أمين مزة                    |

## مقدمات مسلسلات
- 1976: مسلسل الأطفال حكايات عالمية
- 2001: مسلسل صلاح الدين الأيوبي
- 2002: مسلسل قاسم أمين
- 2005:«هذي دمشق» مسلسل نزار قباني
- 2010 مسلسل أنا القدس
- 2014:«حبة ظروف» مسلسل السيدة الأولى
- 2017: الحب" مسلسل لا تطفئ الشمس

## أغاني منفردة
- لي اله.
- أنا وأنت وبس.
- فهموه.
- هو حبيبي.
- حضرة الموقف.
- خذني لك.
- مانهناش.
- ما اسمحلك.
- أول عيد ميلاد.
- ما تغير شي.
- من بعدك حييت.
- من أين يأتينا الفرح.
- بلدي.
- أنا الفرس (بمشاركة الفنان حسين الجسمي).
- حبه ظروف.
- عقوبة.
- ضو عيوني.
- نار الوله.
- مش فاكر.
- تصدق.
- مشاعري.
- يابعدي.
- بحبه.
- لي إله
- تساهيل.
- الليلة.
- لا تروح.
- إفصل
- كلمة عادية
- الحقيقة
- المصطفى
- روح نجدية
- كبير الشوق
- جيتني مكسور
- اتحبني
- الفرق الكبير
- الدنيا ليها طعم جديد
- تقول تبغاني
- شكرًا
- جرأه
- لحظات اللقا

## أغاني وطنية
- هذي دمشق من كلمات الشاعر نزار قباني.
- ثوار.
- زادك الله.
- لبيك يا وطن الآباة (حماك الله يا أسد) وأهدتها للرئيس حافظ الأسد.
- شعبك صوت واحد.
- لو الكرسي بيحكي.
- أنا القدس.
- ياقدس.
- أولى القبلتين.
- عبية.
- تحيا مصر.
- أيها المارون.
- حبايب مصر.
- عيش سكر وطن.
- سلام سلام.[2]